# Інноватори (книга)
Інноватори: Як група хакерів, геніїв та ґіків здійснила цифрову революцію (англ. The Innovators: How a Group of Hackers, Geniuses, and Geeks Created the Digital Revolution) — книга про історію комп'ютера та цифрову революцію, написана Волтером Айзексоном. Опублікована в 2014 році видавництвом Simon & Schuster, український переклад вийшов з друку у 2017 році у видавництві Наш Формат.

## Написання книги
Зацікавлення темою з'явилось у автора коли він керував відділом цифрових медіа в журналі Тайм на початку дев'яностих. Коли він намагався переконати керівництво компанії використати інтернет, її президент запитав Волтера хто володіє інтернетом, на що отримав відповідь що ніхто. Наступним запитанням було «Хто збудував інтернет?», після чого Волтер усвідомив що він насправді не знає.
Волтер Айзексон почав працювати над книжкою ще в 1999 році завдяки своєму захопленню технологіями. Початковим планом було написати історію винайдення інтернету, але під час інтерв'ю Білл Гейтс переконав його, що одночасна поява інтернету і персонального комп'ютера — це навіть багатша історія.
Ключова ідея книжки прийшла до Волтера Айзексона влітку 2007 року, коли його дочка Бетсі написала для коледжу есе про Аду Лавлейс. Коли він запитав її про тему твору, вона сказала, що це про жінку, яка задала напрям розвитку обчислювальної техніки. Ця інформація була невідомою для Айзексона, хоча він і починав в той час писати біографію Стіва Джобса.
Для роботи над книжкою в основному застосовував два підходи: шукав матеріали в бібліотеках і брав інтерв'ю в свідків тих подій. Також відвідував музеї, зокрема The National Museum of Computing у Блечлі-Парку, Музей науки в Лондоні, експозицію Марк I у Гарварді, і Музей комп'ютерної історії в Каліфорнії.
Крім того, пишучи про інтернет, автор вирішив використати інтернет з метою, задля якої його створювали — спрощення співпраці в інтелектуальній сфері. Тому деякі частини книги ще до її публікації було викладено в інтернеті на різних сайтах де він отримував різноманітні відгуки завдяки яким у матеріал книжки було внесено багато виправлень і доповнень, наприклад додано цілий розділ про VisiCalc. Найбільше відгуків отримав уривок опублікований на сайті Medium (створеному одним з героїв книжки, Евом Вільямсом). Наприклад Стюарт Бранд уточнив які саме наркотики були на вечірці з нагоди закриття «Каталогу всієї Землі».
В цій книзі автор вирішив відійти від написання біографій одинокого генія і сфокусуватись на співпраці багатьох людей.

## Теми

### Важливість окремого генія чи співпраці
Книга на прикладах показує, що джерелом нововведень є як індивідуальна творчість окремих геніїв, так і співпраця багатьох людей з різними вміннями: інженерів, програмістів, дизайнерів, підприємців тощо.
Айзексон цитує Томаса Карлайла «історія світу є нічим іншим, як біографією видатних людей», і протиставляє цій точці зору теорію Герберта Спенсера яка наголошує на історичній ролі суспільних сил.
Так само історія про винайдення персонального комп'ютера, який допомагав індивідуальній творчості, протиставляється історії про винайдення мережі інтернет який створювався з метою полегшення співпраці і спільного використання обчислювальних ресурсів.
Сюжет книги найбільше зосереджується на ролі співпраці, бо автор вважає що біографи до нього вже достатньо розглянули ролі окремих людей в історії. Сюжет який розтягується на століття, показує не тільки як сучасники обмінювались ідеями, але й те, як ідеї запозичуються з попередніх поколінь. Наприклад, Джимбо Вейлз використав для створення Вікіпедії ідею wiki Ворда Кеннінгема, яку той у свою чергу запозичив з програми HyperCard Біла Аткінсона, котрий розробляв графічний інтерфейс та прикладні програми комп'ютерів Apple. Компанія Apple для розробки інтерфейсів використовувала віконний інтерфейс винайдений Аланом Кеєм, який використовував ідеї презентовані Дугласом Енгельбартом на «Матері всіх демопоказів» та його винахід — мишу, а той використовував роботу Джозефа Ліклайдера в області людино-комп'ютерного симбіозу, ідеї для якої запозичив у Веннівера Буша, наприклад його Memex..

### Штучний інтетект чи співпраця з машиною
Крім цього, книга описує конкуренцію між двома підходами для збільшення продуктивності розумової праці: штучного інтелекту, яким займалися Джон Маккарті з Марвіном Мінським, та посилення інтелекту, яким займалася естафета інноваторів описаних в книзі.

### Поєднання мистецтва і науки
Часто демонструється як люди винаходять нові ідеї сплавляючи разом мистецтво і науку. Як наприклад Ада Лавлейс, застосувавши поетичну чуттєвість яка передалась їй від батька змогла побачити в Аналітичній машині Беббіджа те чого він там сам не зміг побачити — «можливість плести алгебраїчні візерунки», що в результаті даватимуть не тільки числа і рівняння а й наприклад музику.

### Фемінізм
Також книга розкриває незаслужено забуту роль жінок у створенні комп'ютера.

## Сюжет
Сюжет книги фокусується на 10 найвизначніших відкриттях цифрової революції та людях які їх здійснили. Час, про який йде розповідь, розтягається від 1830-их аж до середини 2000-их років і складається переплетених історій понад 60 інноваторів які здійснили різноманітні прориви в комп'ютерних технологіях та їх застосуваннях, від найпершої програмістки на світі Ади Лавлейс і робіт Алана Тюрінга з штучного інтелекту протягом усієї інформаційної ери аж до сучасності.

### Ада, графиня Лавлейс
Історія починає вестись від епохи промислової революції, коли паровий двигун і ткацькі верстати змінювали світ так само як наш світ змінюють комп'ютери та інтернет.
У 1812 році у 24-річному віці Джордж Байрон проголошує промову в британському парламенті на захист Неда Лудда і руйнівників машин. Незабаром він стає знаменитим завдяки публікації перших пісень «Паломництва Чайльд Гарольда», його часто запрошують на бали. На одному з таких балів він знайомиться зі 19-тирічною Аннабеллою Мілбенк, з якою одразу вирішує одружитись, але та йому спершу відмовляє. Байрон тим часом має інтимні стосунки з іншими, в тому числі зі своєю зведеною сестрою Августою Лей. Проте Аннабель через рік вирішує відновити залицяння, і в 1815-му році вони таки одружуються.
10 грудня 1815 в сім'ї народилася Августа Ада Байрон названа на честь зведеної сестри поета, проте це не рятує шлюб, зіпсований байронічним характером Джорджа. Через 5 тижнів після народження доньки леді Байрон втікає разом з нею до батьківського маєтку. Байрон вирушає в наступну подорож. Після цього донька з батьком ніколи не бачились.
1816 був прозваний роком без літа, і холодного дощового літа того року Байрон та його друзі поет Персі Біші Шеллі і його дружина Мері Шеллі грілися біля каміна у віллі на березі Женевського озера. Щоб якось розважитись Байрон запропонував писати жахастики, і Мері написала свого «Франкенштейна» — твір застереження про науку, який вперше поставив питання про те чи можуть машини мислити. На тій же віллі Байрон написав третю пісню «Паломництва Чайльд Гарольда», яку почав зі згадок про Аду:
Is thy face like thy mother's, my fair child!

⁠Ada! sole daughter of my house and heart?
Аду намагались виховати якомога менш схожою на батька, і засобом досягти цього було посилене вивчення математики. Її матір, яку Байрон навіть називав «принцесою паралелограмів» займалась математикою. Цікавість до науки розпалювалась в дівчини завдяки подорожі промисловими графствами Британії, де та мала змогу спостерігати роботу верстатів і знайомством з Мері Сомервілль, яка стала її подругою і вчителькою, і з якою вони відвідували вечірні салони Беббіджа.
Син Мері, Грейг Воронцов, познайомив Аду зі своїм колишнім одногрупником з Кембріджу — Вільямом Кінгом. Невдовзі Ада вийшла за нього заміж, а кузен Адиної матері — віконт Мельбурн, який був на той час прем'єр міністром Британії, посприяв тому аби її чоловік став графом Лавлейс. Так Ада стала графинею Лавлейс.

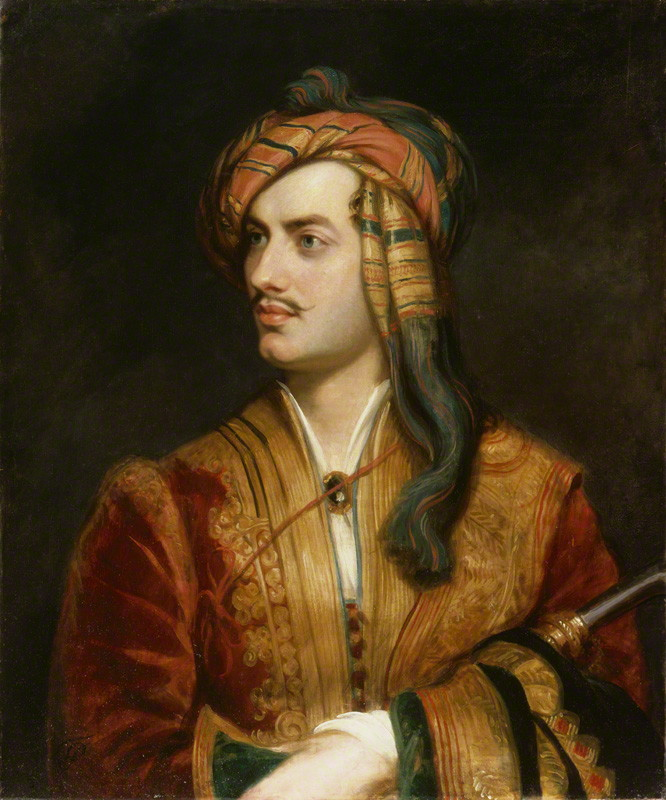
Лорд Байрон в албанському костюмі, 1813, художник Томас Філіпс, авторська копія 1835 року, Національна портретна галерея (Лондон)

На різдво 1835 Ада отримала від матері в подарунок портрет батька пензля Томаса Філіпса. Пізніше, що ще несподіваніше, дозволила назвати першого сина Ади Байроном. Коли в Ади народилась донька, її назвали на честь бабусі — Аннабель.
Ада хворіла, крім того її вибила з колії сімейна драма з Медорою Лей, тому вона для заспокоєння вирішила з новою силою взятись за математику. Вона просила Чарльза Беббіджа стати її репетитором. Той відмовив, але натомість її вчителем став Аугустус де Морган.
Коли Бебідж навчався у Кембриджі, він товаришував з Джоном Гершелем і Джорджем Пікоком і сформував «Аналітичне товариство», яке почало кампанію проти нотації Ньютона за d-нотацію Лейбніца. Вони написали жартівливий маніфест «Принципи чистого d-ізму на заперечення старечого точкоумства Університету» (англ. The Principle of pure D-ism in opposition to the Dot-age of the University).
Якось Гершель зайшов в кімнату Аналітичного товариства, в якій Беббідж обчислював таблицю логарифмів, і запитав що той думає про свою роботу, на що Беббідж відповів що він охоче передав би її паровій машині. Гершель заявив що це в цілому можливо, і відтоді Беббідж не переставав думати про цю ідею.
Беббідж знав про калькулятори Блеза Паскаля і Готфріда Лейбніца, а також ідею Гаспара де Проні про конвеєр обчислень. Він побудував «різницеву машину», яка табулювала будь-яку поліноміальну функцію методом розділених різниць.
Проте, у 1834 він захопився ідеєю універсального комп'ютера, який назвав «Аналітична машина», запозичивши принцип керування роботою машини у Жаккардового ткацького верстата. Ада зрозуміла що аналітична машина, зможе працювати не тільки з числами, а й з будь-якими символами, в тому числі і з музикою та зображеннями.
У пошуках фінансової підтримки для проекту аналітичної машини Беббідж виступив з розповіддю про свою машину на конференції в Турині. Його виступ законспектував військовий інженер Луїджі Федеріко Менабреа, і в 1842 опублікував опис машини французькою. Ада переклала цю роботу англійською, додавши розділ «примітки перекладача», який вдвічі перевищив обсягом саму статтю, і став відомішим за неї.
В своїх примітках Ада пояснила концепцію універсальної машини: вона плете алгебричні візерунки, як верстат Жаккара плете квіти та листя. Крім того, Ада розширила поняття операції з чисел до будь-яких речей. Вона припустила що машина зможе навіть писати музику. А ще в цих примітках вона написала для машини першу програму для обчислення чисел Бернуллі, де ввела поняття ітерації, рекурсії та описала ідею бібліотеки підпрограм. Також, вона стверджувала що машини не зможуть творчо мислити, лише виконувати команди. Пізніше Алан Тюрінг зробив багато для того аби спростувати це припущення.
Ада пропонувала Бебіджу допомогти з пошуком фінансування для своїх машин, але той відмовився і помер в бідності. Ада захопилася азартними іграми, а внаслідок своїх хвороб підсіла на опіати і померла від раку матки.

### Комп'ютер
Розділ починається з розповіді про те як Герман Голлеріт застосував ідею перфокарти для автоматизації підрахунків перепис населення США 1890, що скоротило час розрахунків з восьми до одного року, і заснував компанію яка з часом перетворилася на IBM.

## Персонажі

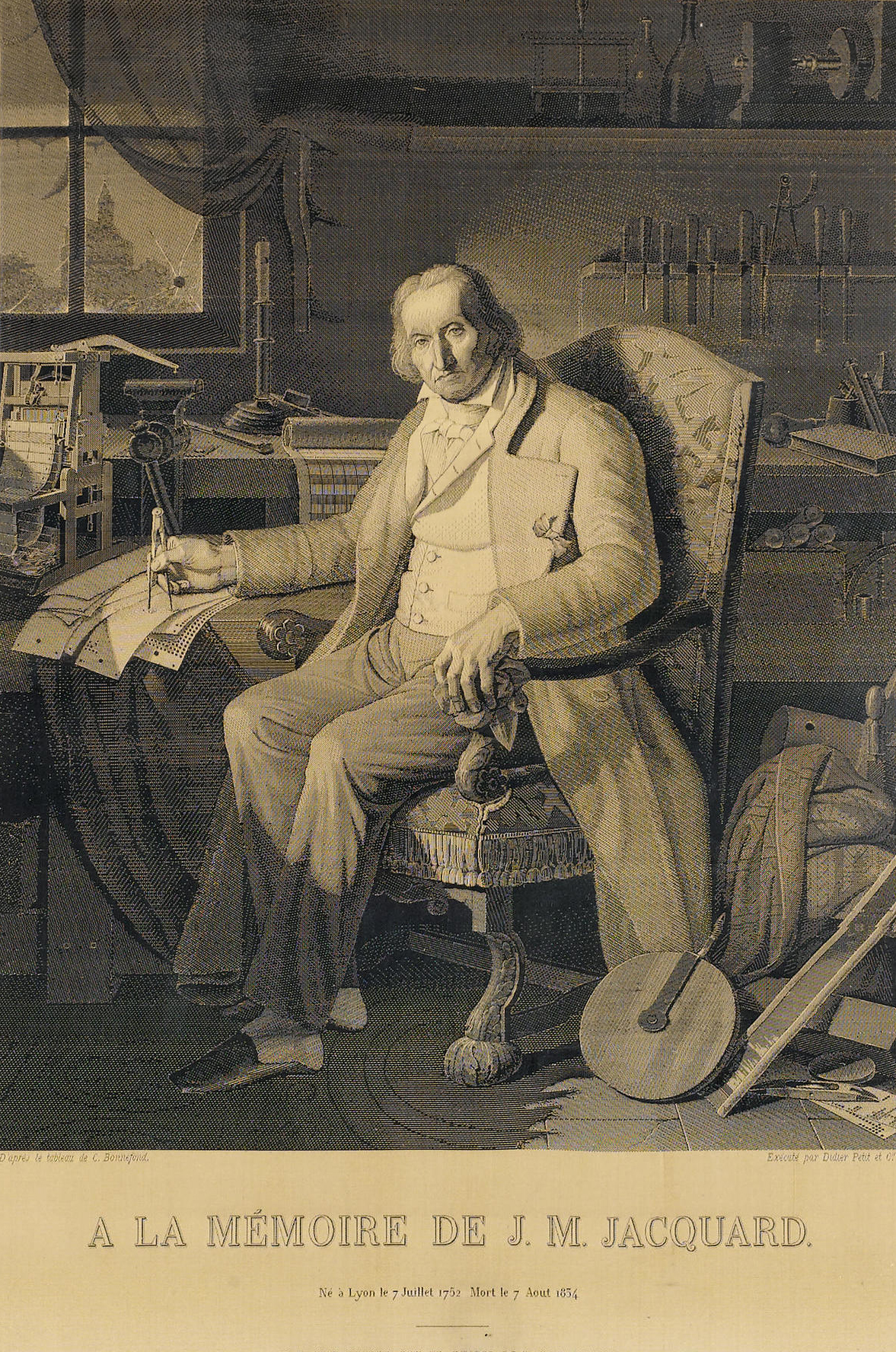
Найвідоміше зображення з історії зародження інформатики
Цей портрет Жаккара був сплетений з шовку на Жаккаровому верстаті у 1839-му і потребував для створення 24000 перфокарт (по одній на ряд ниток). Він виготовлявся лише на замовлення. Одним з цих портретів володів Чарльз Беббідж, і він надихнув його на використання перфокарт у його аналітичній машині. Знаходиться в колекції Музею науки в Лондоні.

Серед інноваторів згаданих у книзі є

### Комп'ютер
- Чарлз Беббідж — винахідник ідеї програмованої машини
- Жозеф Марі Жаккар — винахідник верстата, що керується перфокартами
- Герман Голлеріт — вперше застосував перфокарти для перепису населення і заснував компанію з виробництва таких машин, яка згодом стала IBM.
- Веннівер Буш — розробник диференціального аналізатора (аналогової машини для розв'язку диференціальних рівнянь)
- Алан Тюрінг — створив варіант розв'язання проблеми обчислюваності
- Клод Шеннон — показав, що за допомогою електричних реле можна побудувати будь-яку булеву функцію.
- Джордж Штібіц[en] — використав ідею Шеннона і побудував перший у світі двійковий калькулятор на електричних реле
- Говард Ейкен — знайшов демонстраційну модель машини Беббіджа і вирішив побудувати електричний аналог, створивши таким чином перший повністю автоматичний комп'ютер робота якого не потребувала втручання людини — Mark I
- Конрад Цузе — німецький піонер, який працював над винайденням комп'ютера паралельно з американцями
- Джон Вінсент Атанасов — разом зі своїм асистентом Кліффордом Беррі побудував перший електронний (на радіолампах) калькулятор, який, щоправда, не був завершений. Наводиться як приклад того, що інновації, які створюються без підтримки гарної команди, з часом заходять у глухий кут.
- Джон Моклі, Джон Преспер Екерт — винахідники ENIAC, першого універсального електронного цифрового комп'ютера.
- Герман Ґолдстайн[en] — капітан сухопутних військ, який працював в Пенсильванському університеті, шукаючи способи прискорення розробки артилерійських таблиць, завдяки якому армія надала підтримку проекту створення ENIAC

### Програмування

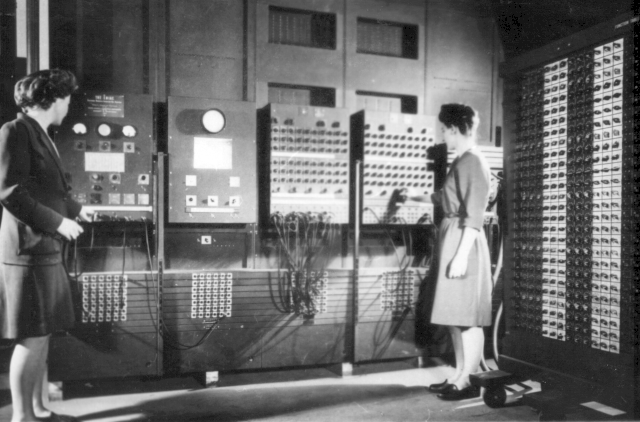
Бетті Снайдер та Френсіс Білас

- Ада Лавлейс — винахідниця ідеї того, що машини можуть працювати не тільки з числами, а й довільною інформацією
- Грейс Гоппер — винахідниця першого компілятора
- Програмістки ENIAC: Джин Дженнінгз, Мерлін Вескофф, Рут Ліхтерман, Бетті Снайдер, Френсіс Білас та Кей Макналті
- Джон фон Нейман — винахідник архітектури комп'ютера, який зберігає в пам'яті не тільки дані, з якими працює, а й програму роботи, що дозволяє дуже швидко його перепрограмовувати

### Транзистор

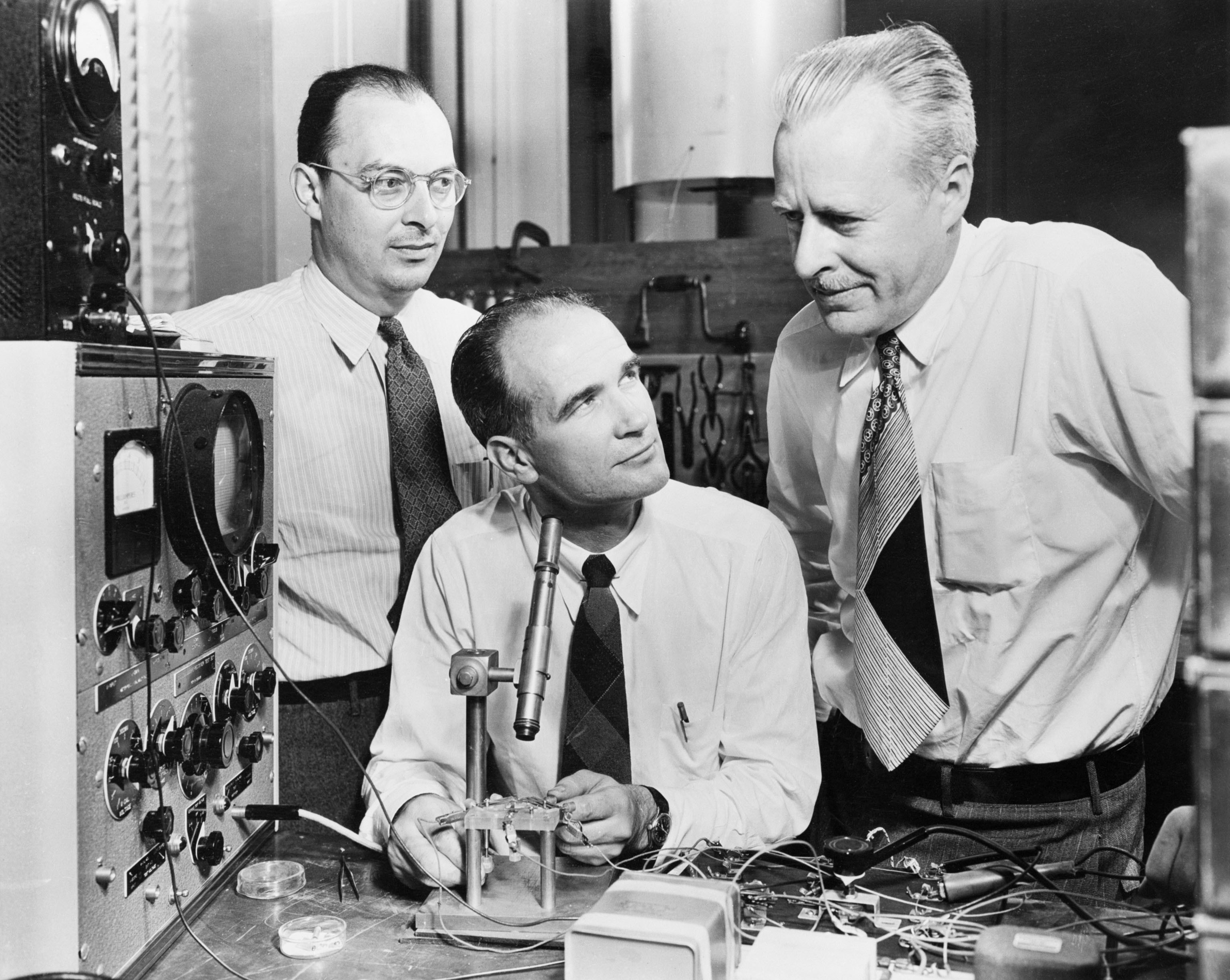
Бардін Шоклі та Бреттейн

- Волтер Бреттейн, Джон Бардін, Вільям Шоклі — винахідники транзистора
- Мервін Келлі[en] — директор Bell Labs на той час, який доручив команді Шоклі завдання з розробки «твердотільного перемикача»
- Джон Пірс — автор терміна «транзистор»
- Пет Хеґґерті[en] — президент корпорації Texas Instruments
- Ґордон Тіл[en] — винайшов спосіб виробництва транзисторів, вирощуючи германієві кристали методом Чохральського, що суттєво збільшило їх надійність.
- Юджин Кляйнер[en] — один зі зрадливої вісімки, який займався адмініструванням компанії Fairchild Semiconductor.
- Шерман Файрчілд[en] — американський бізнесмен та інвестор, який профінансував створення компанії Fairchild Semiconductor.

### Мікрочип
- Джек Кілбі — придумав ідею мікрочипу — електронної схеми з багатьох компонентів на одному шматку кремнію.
- Джин Гоерні[en] — винахідник планарної технології для захисту транзисторів від зовнішніх впливів.
- Артур Рок[en] — один з найперших венчурних капіталістів у кремнієвій долині, перший інвестор компанії Intel
- Роберт Нойс — співзасновник компанії Intel, винайшов мікрочип паралельно з Кілбі, придумавши як застосувати планарну технологію для отримання «віконець» для з'єднань між компонентами.
- Гордон Мур — співзасновник Intel, автор «закону Мура».
- Енді Гроув — керував компанією Intel разом з Нойсом та Муром, бо з них трьох мав найбільші навички керівника.
- Тед Гофф — розробник першого універсального мікрочипа (мікропроцесора) Intel 4004
- Дон Гофлер — автор назви «Кремнієва долина»

### Відеоігри

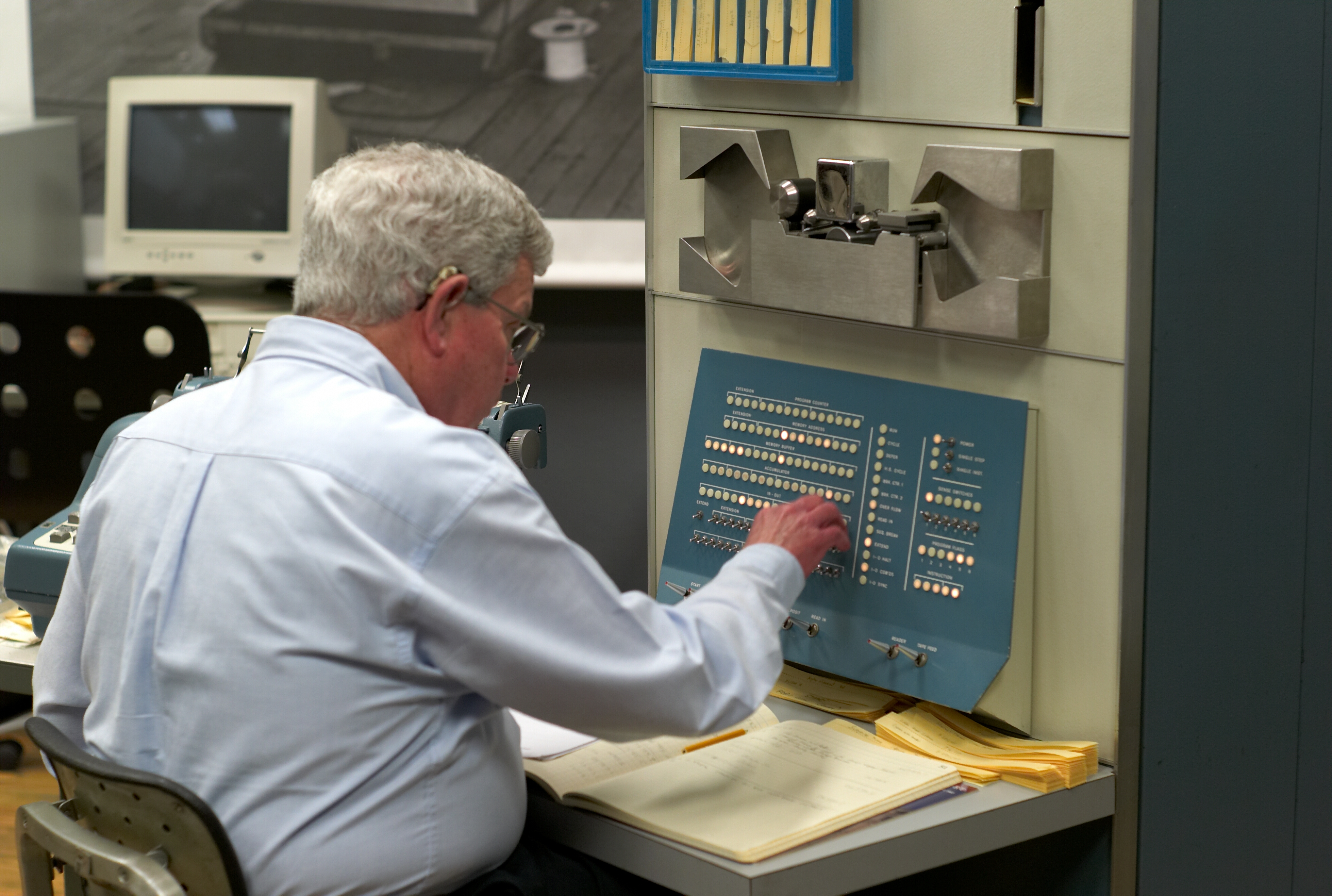
Стів Рассел (програміст) працює з PDP-1

- Марвін Мінський — співзасновник разом з Джоном Маккарті Лабораторії штучного інтелекту МТІ, де перші хакери отримали доступ до комп'ютера PDP-1, творець графічної програми Мінськитрон
- Стів Рассел[en] — хакер, затятий фанат наукової фантастики і творець гри Spacewar!
- Алан Коток[en] — хакер, допоміг написати тригонометричні підпрограми для Spacewar і разом з Бобом Сандерсом з клубу технічного моделювання залізниці[en] змайстрував для неї перший ігровий контролер.
- Пітер Семсон[en] — хакер, написав для гри підпрограму виведення правильної карти зоряного неба.
- Нолан Бушнелл — засновник компанії Atari, яка заснувала ринок комп'ютерних ігор
- Ел Алкорн[en] — розробник першої комерційно успішної гри Pong

### Інтернет

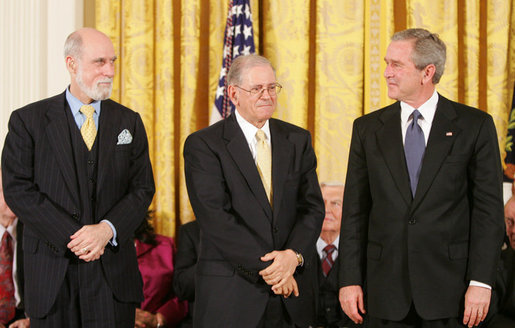
Роберт Кан та Вінт Серф з президентом США

- Джозеф Ліклайдер — винахідник ідеї децентралізованої мережі і людино-комп'ютерного симбіозу[en]
- Боб Тейлор — інженер що вирішив об'єднати комп'ютери багатьох організацій у мережу для спільного використання машинного часу
- Чарльз Герцфельд[en] — директор ARPA, який виділив Бобу Тейлору фінансування для створення мережі
- Ларрі Робертс[en] — керівник проект створення мережі
- Вес Кларк[en] — винахідник ідеї винести роботу з маршрутизації пакетів на спеціалізований комп'ютер Interface Message Processor[en]
- Леонард Кляйнрок, Пол Берен та Дональд Девіс[en] — винахідники пакетної передачі даних у мережі
- Стівен Крокер[en] — автор першого RFC[28]
- Боб Меткалф — винахідник Ethernet.
- Роберт Кан та Вінт Серф — винахідники стеку протоколів TCP/IP, який дозволив об'єднання різних комп'ютерних мереж у міжмережеву систему інтернет

### Персональний комп'ютер

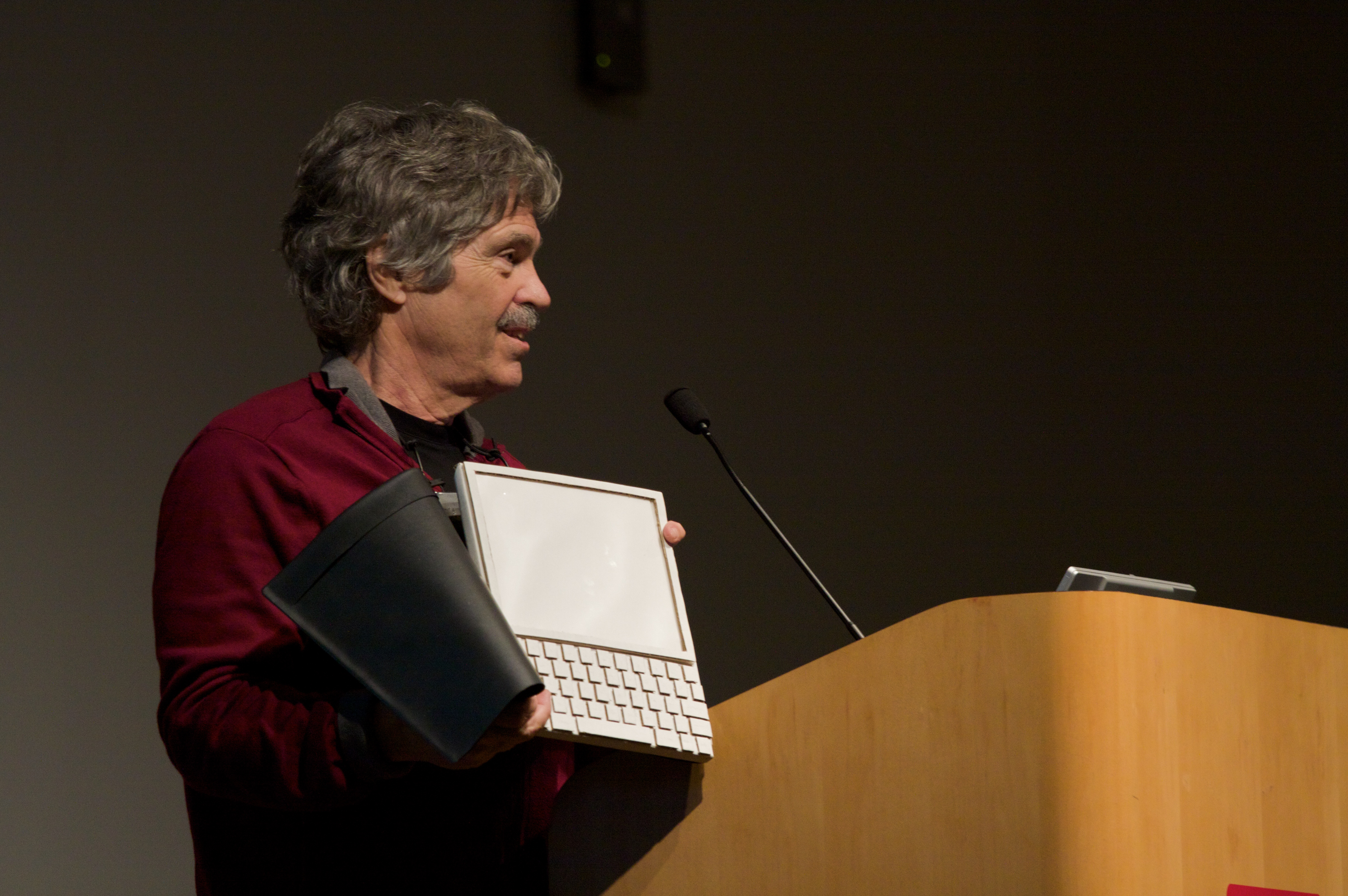
Алан Кей з прототипом Dynabook

- Стюарт Бранд[en] — журналіст, редактор журналу Whole Earth Catalog[en] який примирив технократичну культуру хакерів з контркультурою хіпі.
- Дуґлас Енгельбарт — винахідник комп'ютерної миші, продемонстрував колабоаривну роботу з документами на «матері всіх демопоказів»
- Айвен Сазерленд — розробник першої програми з графічним інтерфейсом
- Алан Кей — винахідник віконного інтерфейсу, ООП та Xerox Alto
- Боб Елбрехт[en] — засновник журналу People's Computer Company[en], автор посібників з програмування
- Фред Мур[en] — один з засновників Кустарного комп'ютерного клубу[en] та активний учасник People's Computer Company[en]
- Лі Фельзенштейн[en] — співзасновник Кустарного комп'ютерного клубу[en]
- Ед Робертс — виробник першого серійного персонального комп'ютера Altair 8800

### Програмне забезпечення

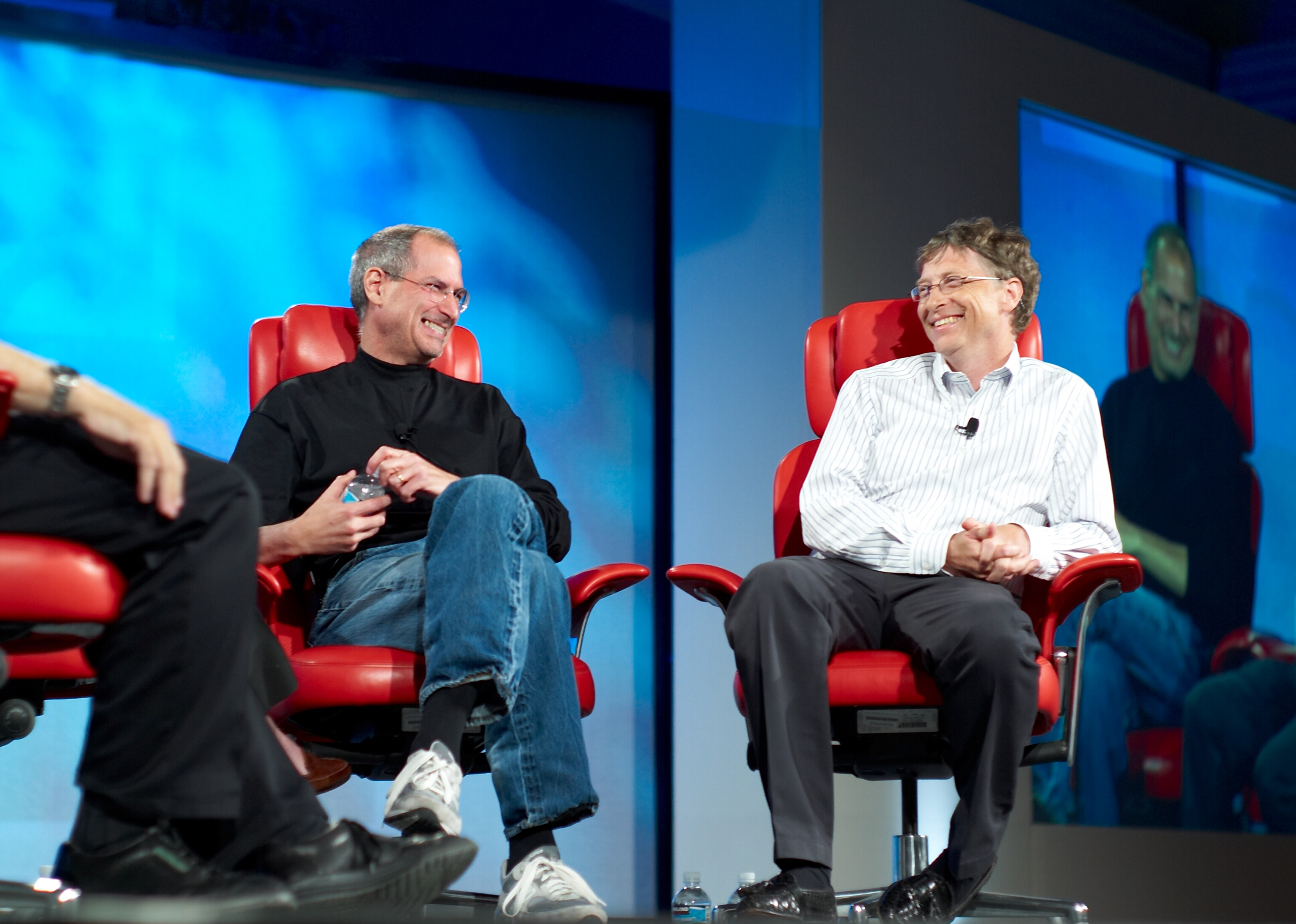
Стів Джобс та Білл Гейтс

- Білл Ґейтс — засновник компанії Microsoft, яка написала компілятор мови BASIC для Altair 8800
- Пол Аллен — шкільний друг Ґейтса, з яким вони разом програмували
- Стів Балмер — гарвардський друг Ґейтса
- Монті Давидов[en] — автор бібліотек роботи з числами з рухомою комою (Microsoft Binary Format[en])
- Стів Возняк — інженер з електроніки, розробник перших персональних комп'ютері з клавіатурою і кольоровим дисплеєм та графічними можливостями Apple I та Apple II
- Стів Джобс — друг Стіва Возняка, підприємець який заснував компанію Apple Computer
- Даніель Бріклін — розробник VisiCalc — першої офісної програми, яка призвела до успіху Apple II
- Річард Столлмен — «останній з хакерів», засновник руху за вільне програмне забезпечення
- Лінус Торвальдс — автор першої вільної операційної системи

### Онлайн
- Рей Томлінсон — запропонував передавати текстові повідомлення між комп'ютерами мережі і застосував символ «@» для відокремлення імені користувача і комп'ютера.
- Вільям фон Мейстер[en], Стів Кейз[en], Джим Кімзі[en] — засновники America Online, сервісу який дозволяв звичайним людям приєднуватись до інтернету
- Ел Ґор — сенатор що ухвалив акт про високопродуктивні обчислення[en], який уможливив доступ до інтернету для комерційних компаній.

### Всесвітня павутина
- Тім Бернерс-Лі — винахідник World Wide Web
- Марк Андріссен — розробник першого браузера Mosaic
- Джастін Холл[en] — один з перших блогерів
- Ев Вільямс — розробник скрипту для ведення блогу та засновник Blogger
- Ворд Кеннінгем — розробник першої Wiki
- Джимбо Вейлз — творець енциклопедії вікіпедія
- Ларрі Пейдж і Сергій Брін — засновники Google

## Сприйняття
Як книга, так і її переклад українською отримали загалом позитивні відгуки читачів. Яніка Мерило назвала книгу цікавою і пізнавальною.
|                                                    | Айзексон написав натхненну книжку про геніїв і показав, як зі співпраці народжуються креативність і успіх. «Інноватори» — прекрасна історія цифрової революції; до того ж у ній показано важливу й призабуту роль жінок. Айзексон пропонує по-справжньому цінні уроки про те, як працювати разом, щоб досягти великого результату. |
| — Шерил Сендберґ, операційна директорка Facebook , | |

Вінт Серф так відгукнувся про книжку 
|               | Кожна з них [книжок Айзексона] дуже варта прочитання... [Книга "Інноватори"] Покриває досить широкий діапазон тем про дуже інновативні речі які сильно змінили історію. |
| — Вінт Серф , | |

Огляди книжки опублікували в багатьох відомих виданнях, наприклад New York Times, The Guardian, Boston Globe та інших.
Washington Post назвав «Інноватори» найдоступнішою та вичерпною історією такого роду і ставить її в один ряд з «Життям інженерів» Семюеля Смайлза та «Життєписами найславетніших живописців, скульпторів та архітекторів» Джорджо Вазарі.
Файненшл таймс описує книгу як глибоко заспокійливу і гуманістичну про те, як ряд яскравих індивідуальностей, які часто працювали в групах, розвивали ідеї одне одного, створюючи всепроникну цифрову культуру, в якій людина і машина живуть разом в дружньому симбіозі.

### Критика
Оглядач у Washington Post вважає що Айзексон концентруючись на позитивних сторонах комп'ютерної революції, випускає з поля зору важкі умови праці на заводах з виробництва напівпровідників та падіння і спади «венчурної праці» (англ. venture labour).
На відміну від біографії Стіва Джобса, в якій Айзексон мав простір для детального опису складного персонажа, в цій книжці через обмежений обсяг багато дослідників удостоїлися досить лаконічного опису.

### Нагороди
Книга була фіналістом премії Audie Award 2015 в категорії Non-Fiction

## Зноски
1. ↑  Прогнімак, Катерина. Інноватори української книги — як «Наш формат» перекладав Волтера Айзексона. Архів оригіналу за 12 жовтня 2017. Процитовано 11 жовтня 2017.
2. 1 2 3 4  Walter Isaacson: "The Innovators" [Архівовано 13 листопада 2017 у Wayback Machine.] Talks at Google — інтерв'ю Волтера Айзексона Вінтом Серфом за участі Боба Кана.
3. 1 2 3  Neal Thompson (11/05/14). How I Wrote It: Walter Isaacson, on "The Innovators". Omnivoracious. Amazon.com. Архів оригіналу за 17 жовтня 2014. Процитовано 13 жовтня 2014.
4. 1 2  Nick Bilton (1 жовтня 2014). ‘The Innovators’ by Walter Isaacson: How Women Shaped Technology. New York Times. Архів оригіналу за 1 грудня 2017. Процитовано 1 грудня 2017.
5. ↑  Andry Orin (11/05/14). I'm Walter Isaacson and This Is How I Work. Lifehacker.com[en]. Архів оригіналу за 1 грудня 2017. Процитовано 1 грудня 2017.
6. ↑  Айзексон, 2017, с. 440.
7. ↑  Айзексон, 2017, с. 13.
8. ↑  Розділ 7. Інтернет містить підрозділ Ворд Каннінгем, Джиммі Вейлз та Wiki, в якому описується історія створення Вікіпедії та особливості співпраці в ній.
9. ↑  Кабачинський, Ілля. «Інноватори»: Як група хакерів, геніїв та гіків здійснила цифрову революцію. AIN.UA. Архів оригіналу за 14 червня 2021. Процитовано 11 жовтня 2017.
10. ↑  Айзексон, 2017, с. 26.
11. 1 2 3  Matthew Wisnioski (3 жовтня 2014). Book review: ‘The Innovators,’ on the digital revolution, by Walter Isaacson. Washington Post. Архів оригіналу за 11 грудня 2017. Процитовано 4 грудня 2017.
12. ↑  PBS Charlie Rose Interview with Walter Isaacson Oct 13, 2014
13. ↑  The Innovators: How a Group of Hackers, Geniuses, and Geeks Created the Digital Revolution. books.simonandschuster.com. New York, NY: Simon & Schuster. Архів оригіналу за 19 жовтня 2014. Процитовано 24 жовтня 2014.
14. ↑  s:en:Page:The Works of Lord Byron (ed. Coleridge, Prothero) - Volume 2.djvu/249
15. 1 2  Айзексон, 2017, с. 24.
16. ↑  Айзексон, 2017, с. 25.
17. 1 2  Айзексон, 2017, с. 27.
18. ↑  Айзексон, 2017, с. 28.
19. ↑  Айзексон, 2017, с. 29.
20. ↑  Айзексон, 2017, с. 30.
21. ↑  Айзексон, 2017, с. 32.
22. ↑  Айзексон, 2017, с. 33.
23. ↑  Айзексон, 2017, с. 34.
24. ↑  Айзексон, 2017, с. 36.
25. ↑  Айзексон, 2017, с. 38.
26. ↑  Hyman, Anthony, ed. Science and Reform: Selected Works of Charles Babbage, Cambridge, England: Cambridge University Press, 1989, p. 298.
27. ↑  Gross, Benjamin (Fall 2015). The French connection. Distillations Magazine. 1 (3): 10—13. Процитовано 6 грудня 2016.
28. ↑  RFC 1
29. ↑  Пелюшенко, Оксана. Волтер Айзексон "Інноватори: як група хакерів, геніїв та ґіків здійснила цифрову революцію". Читай.ua. Архів оригіналу за 7 листопада 2017. Процитовано 3 листопада 2017.
30. ↑  Лівін, Марк (5 квітня 2017). Волтер Айзексон. Інноватори. The Village Україна. Архів оригіналу за 2 жовтня 2017. Процитовано 3 листопада 2017.
31. ↑  Відгук [Архівовано 11 грудня 2017 у Wayback Machine.] на Goodreads
32. ↑  The Innovators: How a Group of Hackers, Geniuses, and Geeks Created the Digital Revolution. amazon.com (англ.). Архів оригіналу за 20 червня 2019. Процитовано 30 квітня 2019.
33. ↑  Brendan I. Koerner (2 жовтня 2014). Geek Squad. ‘The Innovators,’ by Walter Isaacson. The New York Times. Архів оригіналу за 3 грудня 2017. Процитовано 3 грудня 2017.
34. ↑  Conrad, Peter (20 жовтня 2014). The Innovators by Walter Isaacson review – a lucid, thrilling and amusing history of the digital age. The Observer. ISSN 0029-7712. Архів оригіналу за 4 грудня 2017. Процитовано 3 грудня 2017.
35. ↑  Charles Euchner (21 жовтня 2014). Book review: ‘The Innovators: How a Group of Hackers, Geniuses, and Geeks Created the Digital Revolution,’ by Walter Isaacson. BostonGlobe.com. Архів оригіналу за 3 грудня 2017. Процитовано 3 грудня 2017.
36. 1 2  Richard Waters (10 жовтня 2014). ‘The Innovators’, by Walter Isaacson. Can a vision of humanity in harmony with technology survive the next wave of innovation?. Financial Times. Архів оригіналу за 3 грудня 2017. Процитовано 4 грудня 2017.
37. ↑  Audies Award Finalists and Winners  [Архівовано 13 січня 2018 у Wayback Machine.] (англ.)